# Склерофітна савана Калахарі
Склерофітна савана Калахарі (ідентифікатор WWF: AT1309) — афротропічний екорегіон пустель і склерофітних чагарників, розташований в Південній Африці.

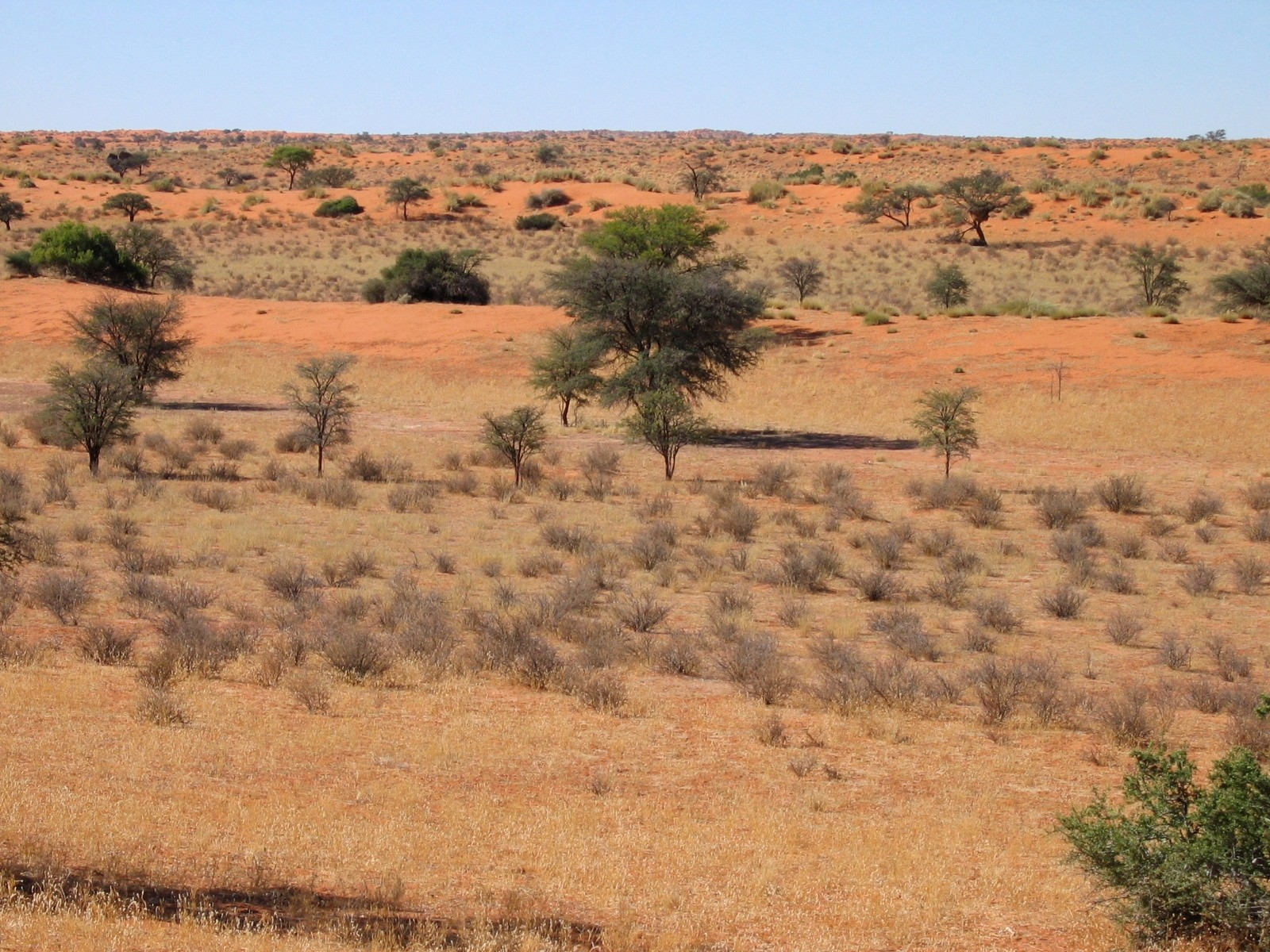
Ландшафт Калахарі (Намібія)

## Географія
Екорегіон склерофітної савани Калахарі охоплює напівпустелю Калахарі, розташовану на південному сході Намібії, південному заході Ботсвани та півночі Південно-Африканської Республіки. Рельєф регіону представлений рівнинами, по яких подекуди розкидані піщані дюни. Висота регіону коливається від 600 до 1600 м над рівнем моря, однак більша його частина розташована на висоті понад 1000 м над рівнем моря. Серед річок, що протікають територією регіону, слід відзначити Молопо, стік якого непостійний, та Носсоб, вода в руслі якого тече лише після сильних злив. На південному сході екорегіон досягає долини річки Вааль. З геологічної точки зору основу регіону складають калахарійські піски, під якими залягають калькрети. Ґрунти регіону бідні на поживні речовини. Оксиди заліза відповідають за їх червонувато-коричневий колір, хоча в місцевостях з більшою кількість опадів або поблизу сезонних озер та солончаків внасілок вилуговування вони зазвичай втрачають цей колір.

## Клімат
На більшій частині екорегіону переважає пустельний клімат (BWh за класифікацією кліматів Кеппена), а на південному сході — напівпустельний клімат (BSh за класифікацією Кеппена). Клімат регіону характеризується екстримальними коливаннями температур. Взимку на півдні регіону вночі температура може опускатися до -14 °C, а вдень підійматися до 30 °C. Влітку температура протягом дня може коливатися від 5 до 45 °C. Опади випадають влітку, з жовтня по березень, а їх кількість значно коливається з року в рік. Більшість дощів супроводжуються короткими, але сильними грозами. Загалом середньорічна кількість опадів коливається від 150 мм на південному заході до 500 мм на північному сході регіону. На клімат регіону впливає його широта, висота над рівнем моря, високий атмосферний тиск та бар'єр, створений Драконовими горами, що ускладнюють проникнення в регіон вологих повітряних мас з Індійського океану.

## Флора
На гребенях темно-рожевих, червоних або навіть майже коричневих дюн Калахарі ростуть купини калахарійської шмідтії (Schmidtia kalahariensis), а також різних видів селіна (Stipagrostis spp.), арістіди (Aristida spp.) та гусятника (Eragrostis spp.). Під час короткого сезону дощів трави зеленіють, і ними живляться численні стада копитних тварин, а під час сухого сезону вони висихають і набувають білуватого кольору. По сухим трав'янистим саванам Калахарі розкидані невисокі колючі чагарники жовтої гревії (Grewia flava), буйволової колючки (Ziziphus mucronata), камфорового куща (Tarchonanthus camphoratus), тригілчастого рігозума (Rhigozum trichotomum), пухнастогілочкової акації (Vachellia hebeclada), дрокоподібних кроталярій (Crotalaria spartioides) та різних видів повія (Lycium spp.). Купини жорсткої трави з дуже довгим корінням ростуть на вільних ділянках, на деякій відстані від кущів. В западинах між дюнами та у сухих руслах річок зустрічаються дерева, зокрема жирафові акації (Vachellia erioloba), сірі верблюжі колючки (Vachellia haematoxylon), пастуші дерева (Boscia albitrunca), акації Людеріца (Vachellia luederitzii), медоносні акації (Senegalia mellifera) та сріблясті терміналії (Terminalia sericea). На дні пласких долин, що відокремлюють дюни одна від одної, ростуть різномантні сукуленти.
Повністю позбавлені рослинності пустельні ділянки в Калахарі відсутні; насправді, у деяких місцевостях дерев може рости настільки багато, що савана перетворюється в парк. Дерева, трави та кущі захищають ґрунт від вітру, і хоча на гребнях дюн пісок підіймається в повітря, ці вихори не мають нічого спільного з піщаними бурями Сахари чи Намібу. Листя кущів та стручки акацій є кормом для місцевих травоїдних тварин. Соковиті плоди калахарійських кавунів (Citrullus caffer), гемсбокових огірків (Acanthosicyos naudinianus) та африканських огірків (Cucumis africanus) є важливими джерелами води та їжі як для людей, так і для тварин. Флористичне різноманіття на одиницю площі в екорегіоні склерофітної савани Калахарі є одним з найнижчих в Південній Африці. Менш ніж 3 % видів рослин, поширених в регіоні, є ендеміками.

## Фауна
Серед поширених в екорегіоні ссавців слід відзначити блакитного гну (Connochaetes taurinus), звичайну канну (Taurotragus oryx), спрингбока (Antidorcas marsupialis), гемсбока (Oryx gazella), рудого конгоні (Alcelaphus buselaphus caama), великого куду (Tragelaphus strepsiceros), звичайного дуїкера (Sylvicapra grimmia), звичайного стенбока (Raphicerus campestris), південноафриканського їжатця (Hystrix africaeaustralis), капського ховраха (Geosciurus inauris), капського зайця (Lepus capensis) капського довгонога (Pedetes capensis), африканського трубкозуба (Orycteropus afer), панголіна Теммінка (Smutsia temminckii), земляного вовка (Proteles cristatus), суриката (Suricata suricatta) та майже ендемічного свистячого щура Бранта (Parotomys brantsii). 
Серед великих хижих ссавців, що зустрічаються в регіоні, слід відзначити лева (Panthera leo melanochaita), африканського леопарда (Panthera pardus pardus), південноафриканського гепарда (Acinonyx jubatus jubatus), плямисту гієну (Crocuta crocuta), буру гієну (Parahyaena brunnea) та рідкісну гієнову собаку (Lycaon pictus), а серед більш дрібних хижаків — південноафриканського степового кота (Felis lybica cafra), чорноногого кота (Felis nigripes), звичайного каракала (Caracal caracal), сервала (Leptailurus serval), чепрачного шакала (Lupulella mesomelas), капську лисицю (Vulpes chama) та вухату лисицю (Otocyon megalotis), смугасту зорилу (Ictonyx striatus), звичайну генету (Genetta genetta), струнку мангусту (Galerella sanguinea), жовту мангусту (Cynictis penicillata) та медоїда (Mellivora capensis). 
Серед поширених в екорегіоні птахів слід відзначити південноафриканського страуса (Struthio camelus australis), намібійського рябка (Pterocles namaqua), калахарського рябка (Pterocles burchelli), африканську дрохву (Ardeotis kori), рудочубу дрохву (Lophotis ruficrista), світлокрилу дрохву (Afrotis afraoides), білошийого жервінчика (Eremopterix verticalis), смугастоволу алондру (Calendulauda sabota), білочереву алондру (Calendulauda africanoides), білогорлого фірлюка (Mirafra passerina), мінливобарвного фірлюка (Mirafra fasciolata), пустельну таміку (Cisticola aridulus), великого мерла (Lamprotornis australis), капського мерла (Lamprotornis nitens), південного смолярика (Myrmecocichla formicivora), пустельну альзаколу (Cercotrichas paena), рудощоку принію (Malcorus pectoralis), магалі-снувальника (Philetairus socius), південного магалі-вусаня (Sporopipes squamifrons), чорнолобого ткачика (Ploceus velatus) та великого горобця (Passer motitensis). Серед хижих птахів, поширених в регіоні, слід відзначити птаха-секретаря (Sagittarius serpentarius), африканського сипа (Gyps africanus), капського сипа (Gyps coprotheres), африканського грифа (Torgos tracheliotos), орла-бійця (Polemaetus bellicosus), орла-блазня (Terathopius ecaudatus) та блідого пугача (Ketupa lactea)
Серед поширених в регіоні плазунів слід відзначити африканського бумсланга (Dispholidus typus), капську кобру (Naja nivea), шиплячу гадюку (Bitis arietans), білогорлого варана (Varanus albigularis), а також різноманітних геконів, сцинків та інших ящірок. Як і в інших посушливих регіонах, тут мешкає небагато амфібій, серед яких слід відзначити південноафриканську жабу-бика (Pyxicephalus adspersus), що полює на дрібних птахів, гризунів, плазунів та комах. Також в регіоні мешкають різноманітні скорпіони з родин Scorpionidae та Buthidae, які полюють на дрібних комах та інших безхребетних.

## Збереження
Близько 12,8 % площі екорегіону є заповідними територіями. Природоохоронні території включають: Мисливський заповідник Центральної Калахарі та Мисливський резерват Кхутсе в Ботсвані, а також Транскордонний національний парк Кгалагаді в Ботсвані та ПАР.